# Sonríe, te estamos grabando
Sonríe, te estamos grabando, también conocido simplemente como Sonríe, es un programa de televisión uruguayo de humor y entrevistas. Es producido por Zur Films y ha tenido dos intervalos de emisión.
Actualmente es conducido por Noelia Etcheverry, Rafael Cotelo y Jorge Piñeyrúa por Canal 10, los miércoles a las 21:00.

## Historia

### Primera etapa
El programa fue estrenado el día 19 de enero del año 2011 por el canal Teledoce, con la producción de Zur Films y con la conducción de Manuela da Silveira y Cecilia Bonino.
En el año 2013, Pablo Fabregat se suma al programa de manera recurrente en algunas secciones. Un año más tarde Manuela da Silveira abandona la conducción para luego pasar a Canal 4 a conducir el programa humorístico Parentela. Por esa razón, Fabregat la reemplazó en la conducción, acompañando a Bonino.
En el año 2017 el programa gana el Premio Iris a mejor humorístico en televisión en la duodécima entrega de los galardones. El programa ya había sido nominado en esa categoría en las anteriores dos entregas, sin ganar el premio.
A finales del año, Iván Ibarra, el director de la empresa productora Zur Films, se unió a Canal 10 cómo gerente de programación, por lo que, en marzo del 2018, todas las producciones de la empresa en Teledoce dejaron de emitirse abruptamente, incluida Sonríe, te estamos grabando.

### Segunda etapa
A principios del año 2021, Canal 10 anuncia el reestreno del programa en su pantalla. Finalmente se concreta el 17 de marzo con nuevos conductores; María Noel Marrone, Rafael Cotelo e Iñaki Abadie, y con un nuevo horario; los miércoles a las 21 horas (UTC-3). El estreno del programa midió 13,3 puntos de audiencia según la empresa Kantar Ibope Media, siendo el segundo más visto en el día.
En marzo de 2022, María Noel Marrone deja la conducción para sumarse a la edición vespertina de Subrayado, siendo reemplazada por Noelia Etcheverry.

## Conducción
- Rafael Cotelo (2021 - presente)
- Noelia Etcheverry (2022 - presente)
- Jorge Piñeyrúa (2024 - presente)

## Anteriores conductores
- Cecilia Bonino (2011 - 2018)
- Manuela da Silveira (2011 - 2014)
- Pablo Fabregat (2014 - 2018)
- María Noel Marrone (2021 - 2022)
- Iñaki Abadie (2021 - 2023)

## Canales
- Teledoce (2011 - 2018)
- Canal 10 (2021 - presente)

## Premios y nominaciones
| Año  | Premiación           | Categoría               | Dirigido a                  | Resultado |
| ---- | -------------------- | ----------------------- | --------------------------- | --------- |
| 2012 | Premios Iris Uruguay | Humorístico en TV       | Sonríe, te estamos grabando | Nominados |
| 2012 | Premios Iris Uruguay | Conductora en TV        | Cecilia Bonino              | Nominada  |
| 2012 | Premios Iris Uruguay | Conductora en TV        | Manuela da Silveira         | Ganadora  |
| 2013 | Premios Iris Uruguay | Humorístico en TV       | Sonríe, te estamos grabando | Nominados |
| 2013 | Premios Iris Uruguay | Labor humorística en TV | Pablo Fabregat              | Nominado  |
| 2013 | Premios Iris Uruguay | Conductora en TV        | Manuela da Silveira         | Ganadora  |
| 2014 | Premios Iris Uruguay | Humorístico en TV       | Sonríe, te estamos grabando | Nominados |
| 2014 | Premios Iris Uruguay | Conductora en TV        | Manuela da Silveira         | Nominada  |
| 2016 | Premios Iris Uruguay | Humorístico en TV       | Sonríe, te estamos grabando | Nominados |
| 2017 | Premios Iris Uruguay | Humorístico en TV       | Sonríe, te estamos grabando | Ganadores |
| 2017 | Premios Iris Uruguay | Labor humorística en TV | Pablo Fabregat              | Nominado  |
| 2018 | Premios Iris Uruguay | Labor humorística en TV | Pablo Fabregat              | Nominado  |